# Fotbal la Jocurile Olimpice de Vară din 2020 - turneul feminin
Turneul feminin de fotbal de la Jocurile Olimpice de vară din 2020 s-a desfășurat în perioada 21 iulie - 6 august 2021. Inițial, turneul urma să se desfășoare în perioada 22 iulie - 7 august 2020, dar Jocurile Olimpice de vară au fost amânate pentru anul următor din cauza pandemiei de COVID-19. Cu toate acestea, numele oficial al jocurilor a rămas Jocurile Olimpice de vară din 2020. A fost a 7-a ediție a turneului olimpic de fotbal feminin. Împreună cu competiția masculină, turneul de fotbal al Jocurilor Olimpice de vară din 2020 s-a desfășurat pe șase stadioane din șase orașe din Japonia. Finala a fost găzduită pe Stadionul Internațional din Yokohama. 

## Stadioane
Turneul a avut loc pe șase stadioane din șase orașe din Japonia.
- Stadionul Kashima, Kashima
- Stadionul Miyagi, Rifu
- Stadionul Saitama 2002, Saitama
- Sapporo Dome, Sapporo
- Stadionul Ajinomoto, Chōfu
- Stadionul Internațional, Yokohama

Din cauza pandemiei de COVID-19, majoritatea meciurilor s-au jucat fără spectatori. Un număr mic de spectatori a fost permis pe Stadionul Miyagi.

## Formatul competiției
Competiție s-a desfășurat în 2 etape:
- Faza grupelor: Cele 12 echipe calificate au fost împărțite în 3 grupe a câte 4 echipe fiecare. S-a jucat după sistemul fiecare cu fiecare, primele două echipe din fiecare grupă și cele mai bune două echipe de pe locul al treilea calificându-se în faza eliminatorie.
- Faza eliminatorie: Cele 8 echipe calificate s-au calificat în faza eliminatorie unde s-au jucat sferturile de finală, semifinalele, meciul pentru medalia de bronz și meciul pentru medalia de aur.

## Faza grupelor
Echipele au fost împărțite în trei grupe formate din patru echipe, denumite grupele E, F și G. Echipele din fiecare grupă au jucat fiecare cu fiecare la finalul jocurilor stabilindu-se clasamentul în urma căruia primele două echipe și cele mai bune două echipe de pe locul al treilea s-au calificat în sferturile de finală, celelalte fiind eliminate din competiție.

### Criterii de realizare a clasamentului
Clasamentul echipelor din etapa grupelor a fost determinat după cum urmează:
1. Puncte obținute în toate meciurile grupelor (trei puncte pentru o victorie, unul pentru meci egal, niciunul pentru înfrângere);
2. Diferența de goluri în toate meciurile de grupă;
3. Numărul de goluri marcate în toate meciurile de grupă;
4. Puncte obținute în meciurile directe;
5. Diferența de goluri în meciurile directe;
6. Numărul de goluri marcate în meciurile directe;
7. Puncte de fair-play în toate meciurile de grupă (o singură deducere ar putea fi aplicată unui jucător într-un singur meci):
  1. Cartonaș galben: -1 punct;
  2. Cartonaș roșu indirect (al doilea cartonaș galben): −3 puncte;
  3. Cartonaș roșu direct: −4 puncte;
  4. Cartonaș galben și cartonaș roșu direct: −5 puncte;
8. Tragerea la sorți.

### Grupa E
| Loc | Echipa         | MJ | V | E | Î | GM | GP | DG | Pct | Calificare                     |
| --- | -------------- | -- | - | - | - | -- | -- | -- | --- | ------------------------------ |
| 1   | Marea Britanie | 3  | 2 | 1 | 0 | 4  | 1  | +3 | 7   | Avansează în Faza eliminatorie |
| 2   | Canada         | 3  | 1 | 2 | 0 | 4  | 3  | +1 | 5   | Avansează în Faza eliminatorie |
| 3   | Japonia (H)    | 3  | 1 | 1 | 1 | 2  | 2  | 0  | 4   | Avansează în Faza eliminatorie |
| 4   | Chile          | 3  | 0 | 0 | 3 | 1  | 5  | −4 | 0   |                                |

| Marea Britanie   | 2–0                          | Chile |
| ---------------- | ---------------------------- | ----- |
| - White 18', 73' | Raport (TOCOG) Raport (FIFA) |       |

| Japonia        | 1–1                          | Canada        |
| -------------- | ---------------------------- | ------------- |
| - Iwabuchi 84' | Raport (TOCOG) Raport (FIFA) | - Sinclair 6' |

| Chile              | 1–2                          | Canada            |
| ------------------ | ---------------------------- | ----------------- |
| - Araya 57' (pen.) | Raport (TOCOG) Raport (FIFA) | - Beckie 39', 47' |

| Japonia | 0–1                          | Marea Britanie |
| ------- | ---------------------------- | -------------- |
|         | Raport (TOCOG) Raport (FIFA) | - White 74'    |

| Chile | 0–1                          | Japonia      |
| ----- | ---------------------------- | ------------ |
|       | Raport (TOCOG) Raport (FIFA) | - Tanaka 77' |

| Canada     | 1–1                          | Marea Britanie      |
| ---------- | ---------------------------- | ------------------- |
| - Leon 55' | Raport (TOCOG) Raport (FIFA) | - Prince 85' (o.g.) |

### Grupa F
| Loc | Echipa        | MJ | V | E | Î | GM | GP | DG  | Pct | Calificare                     |
| --- | ------------- | -- | - | - | - | -- | -- | --- | --- | ------------------------------ |
| 1   | Țările de Jos | 3  | 2 | 1 | 0 | 21 | 8  | +13 | 7   | Avansează în Faza eliminatorie |
| 2   | Brazilia      | 3  | 2 | 1 | 0 | 9  | 3  | +6  | 7   | Avansează în Faza eliminatorie |
| 3   | Zambia        | 3  | 0 | 1 | 2 | 7  | 15 | −8  | 1   | Avansează în Faza eliminatorie |
| 4   | China         | 3  | 0 | 1 | 2 | 6  | 17 | −11 | 1   |                                |

| China | 0–5                          | Brazilia                                                          |
| ----- | ---------------------------- | ----------------------------------------------------------------- |
|       | Raport (TOCOG) Raport (FIFA) | - Marta 9', 74' - Debinha 22' - Andressa 82' (pen.) - Beatriz 89' |

| Zambia                | 3–10                         | Țările de Jos                                                                                                 |
| --------------------- | ---------------------------- | --- |
| - Banda 19', 82', 83' | Raport (TOCOG) Raport (FIFA) | - Miedema 9', 15', 29', 59' - Martens 14', 38' - Van de Sanden 44' - Roord 64' - Beerensteyn 75' - Pelova 80' |

| China                                  | 4–4                          | Zambia                                        |
| -------------------------------------- | ---------------------------- | --------------------------------------------- |
| - Wang Shuang 6', 22', 23', 84' (pen.) | Raport (TOCOG) Raport (FIFA) | - Kundananji 15' - Banda 43' (pen.), 46', 69' |

| Țările de Jos                   | 3–3                          | Brazilia                                       |
| ------------------------------- | ---------------------------- | ---------------------------------------------- |
| - Miedema 3', 59' - Janssen 79' | Raport (TOCOG) Raport (FIFA) | - Debinha 16' - Marta 65' (pen.) - Ludmila 68' |

| Țările de Jos                                                                                   | 8–2                          | China                                 |
| ----------------------------------------------------------------------------------------------- | ---------------------------- | ------------------------------------- |
| - Van de Sanden 12' - Beerensteyn 37', 45+2' - Martens 47', 70' - Miedema 65', 76' - Pelova 71' | Raport (TOCOG) Raport (FIFA) | - Wang Shanshan 28' - Wang Yanwen 69' |

| Brazilia       | 1–0                          | Zambia |
| -------------- | ---------------------------- | ------ |
| - Andressa 19' | Raport (TOCOG) Raport (FIFA) |        |

### Grupa G
| Loc | Echipa        | MJ | V | E | Î | GM | GP | DG | Pct | Calificare                     |
| --- | ------------- | -- | - | - | - | -- | -- | -- | --- | ------------------------------ |
| 1   | Suedia        | 3  | 3 | 0 | 0 | 9  | 2  | +7 | 9   | Avansează în Faza eliminatorie |
| 2   | Statele Unite | 3  | 1 | 1 | 1 | 6  | 4  | +2 | 4   | Avansează în Faza eliminatorie |
| 3   | Australia     | 3  | 1 | 1 | 1 | 4  | 5  | −1 | 4   | Avansează în Faza eliminatorie |
| 4   | Noua Zeelandă | 3  | 0 | 0 | 3 | 2  | 10 | −8 | 0   |                                |

| Suedia                               | 3–0                          | Statele Unite |
| ------------------------------------ | ---------------------------- | ------------- |
| - Blackstenius 25', 54' - Hurtig 72' | Raport (TOCOG) Raport (FIFA) |               |

| Australia               | 2–1                          | Noua Zeelandă  |
| ----------------------- | ---------------------------- | -------------- |
| - Yallop 20' - Kerr 33' | Report (TOCOG) Report (FIFA) | - Rennie 90+1' |

| Suedia                                           | 4–2                          | Australia       |
| ------------------------------------------------ | ---------------------------- | --------------- |
| - Rolfö 20', 63' - Hurtig 52' - Blackstenius 82' | Raport (TOCOG) Raport (FIFA) | - Kerr 36', 48' |

| Noua Zeelandă | 1–6                          | Statele Unite                                                                            |
| ------------- | ---------------------------- | ---------------------------------------------------------------------------------------- |
| - Hassett 72' | Raport (TOCOG) Raport (FIFA) | - Lavelle 9' - Horan 45' - Erceg 63' (o.g.) - Press 80' - Morgan 88' - Bott 90+3' (o.g.) |

| Noua Zeelandă | 0–2                          | Suedia                      |
| ------------- | ---------------------------- | --------------------------- |
|               | Report (TOCOG) Report (FIFA) | - Anvegård 17' - Janogy 29' |

| Statele Unite | 0–0                          | Australia |
| ------------- | ---------------------------- | --------- |
|               | Raport (TOCOG) Raport (FIFA) |           |

## Faza eliminatorie
|  | Sferturi de finală  | Sferturi de finală |                     |       | Semifinale                     | Semifinale                     |  |  | Meciul pentru medalia de aur | Meciul pentru medalia de aur |
|  |                     |                    |                     |       |                                |                                |  |  |                              |                              |
|  | 30 iulie – Kashima  |                    |                     |       |                                |                                |  |  |                              |                              |
|  |                     |                    |                     |       |                                |                                |  |  |                              |                              |
|  | Marea Britanie      | 3                  |                     |       |                                |                                |  |  |                              |                              |
|  | Marea Britanie      | 3                  | 2 august – Yokohama |       |                                |                                |  |  |                              |                              |
|  | Australia d.p.      | 4                  |                     |       |                                |                                |  |  |                              |                              |
|  | Australia d.p.      | 4                  | Australia           | 0     |                                |                                |  |  |                              |                              |
|  | 30 iulie – Saitama  |                    | Australia           | 0     |                                |                                |  |  |                              |                              |
|  |                     | Suedia             | 1                   |       |                                |                                |  |  |                              |                              |
|  | Suedia              | Suedia             | 1                   | 3     |                                |                                |  |  |                              |                              |
|  | Suedia              |                    | 6 august – Yokohama | 3     |                                |                                |  |  |                              |                              |
|  | Japonia             | 1                  |                     |       |                                |                                |  |  |                              |                              |
|  | Japonia             | 1                  | Suedia              | 1 (2) |                                |                                |  |  |                              |                              |
|  | 30 iulie – Yokohama |                    | Suedia              | 1 (2) |                                |                                |  |  |                              |                              |
|  |                     | Canada (pen)       | 1 (3)               |       |                                |                                |  |  |                              |                              |
|  | Țările de Jos       | Canada (pen)       | 1 (3)               | 2 (2) |                                |                                |  |  |                              |                              |
|  | Țările de Jos       | 2 august – Kashima |                     | 2 (2) |                                |                                |  |  |                              |                              |
|  | Statele Unite (pen) | 2 (4)              |                     |       |                                |                                |  |  |                              |                              |
|  | Statele Unite (pen) | 2 (4)              | Statele Unite       | 0     |                                |                                |  |  |                              |                              |
|  | 30 iulie – Rifu     |                    | Statele Unite       | 0     |                                |                                |  |  |                              |                              |
|  |                     | Canada             | 1                   |       | Meciul pentru medalia de bronz | Meciul pentru medalia de bronz |  |  |                              |                              |
|  | Canada (pen)        | Canada             | 1                   | 0 (4) | Meciul pentru medalia de bronz | Meciul pentru medalia de bronz |  |  |                              |                              |
|  | Canada (pen)        |                    | 5 august – Kashima  | 0 (4) |                                |                                |  |  |                              |                              |
|  | Brazilia            | 0 (3)              |                     |       |                                |                                |  |  |                              |                              |
|  | Brazilia            | 0 (3)              | Australia           | 3     |                                |                                |  |  |                              |                              |
|  |                     |                    |                     |       |                                |                                |  |  |                              |                              |
|  | Statele Unite       | 4                  |                     |       |                                |                                |  |  |                              |                              |
|  | Statele Unite       | 4                  |                     |       |                                |                                |  |  |                              |                              |

### Sferturi de finală
| Canada                                          | 0–0 (d.p.)                   | Brazilia                                        |
| ----------------------------------------------- | ---------------------------- | ----------------------------------------------- |
|                                                 | Raport (TOCOG) Raport (FIFA) |                                                 |
| - Sinclair - Fleming - Lawrence - Leon - Gilles | 4–3                          | - Marta - Debinha - Érika - Andressa - Rafaelle |

| Marea Britanie         | 3–4 (d.p.)                   | Australia                                    |
| ---------------------- | ---------------------------- | -------------------------------------------- |
| - White 57', 66', 115' | Raport (TOCOG) Raport (FIFA) | - Kennedy 35' - Kerr 89', 106' - Fowler 103' |

| Suedia                                                | 3–1                          | Japonia      |
| ----------------------------------------------------- | ---------------------------- | ------------ |
| - Eriksson 7' - Blackstenius 53' - Asllani 68' (pen.) | Raport (TOCOG) Raport (FIFA) | - Tanaka 23' |

| Țările de Jos                                | 2–2 (d.p.)                   | Statele Unite                        |
| -------------------------------------------- | ---------------------------- | ------------------------------------ |
| - Miedema 18', 54'                           | Raport (TOCOG) Raport (FIFA) | - S. Mewis 28' - Williams 31'        |
| - Miedema - Janssen - Van der Gragt - Nouwen | 2–4                          | - Lavelle - Morgan - Press - Rapinoe |

### Semifinale
| Statele Unite | 0–1                          | Canada               |
| ------------- | ---------------------------- | -------------------- |
|               | Raport (TOCOG) Raport (FIFA) | - Fleming 75' (pen.) |

| Australia | 0–1                          | Suedia    |
| --------- | ---------------------------- | --------- |
|           | Raport (TOCOG) Raport (FIFA) | Rolfö 46' |

### Meciul pentru medalia de bronz
| Australia                            | 3–4                          | Statele Unite                        |
| ------------------------------------ | ---------------------------- | ------------------------------------ |
| - Kerr 17' - Foord 54' - Gielnik 90' | Raport (TOCOG) Raport (FIFA) | - Rapinoe 8', 21' - Lloyd 45+1', 51' |

### Meciul pentru medalia de aur
| Suedia                                                     | 1–1 (d.p.)                   | Canada                                               |
| ---------------------------------------------------------- | ---------------------------- | ---------------------------------------------------- |
| - Blackstenius 34'                                         | Raport (TOCOG) Raport (FIFA) | - Fleming 68' (pen.)                                 |
| - Asllani - Björn - Schough - Anvegård - Seger - Andersson | 2–3                          | - Fleming - Lawrence - Gilles - Leon - Rose - Grosso |